# Світанківська сільська рада (Переяслав-Хмельницький район)
| Світанківська сільська рада — колишній орган місцевого самоврядування у Переяслав-Хмельницькому районі Київської області з адміністративним центром у с. Світанок. Історична дата утворення: 5 грудня 1994 року . Сільській раді підпорядковані населені пункти: - с. Світанок |

## Склад ради
Рада складається з 12 депутатів та голови.

### Керівний склад ради
| ПІБ                     | Основні відомості                                                                       | Дата обрання | Дата звільнення |
| ----------------------- | --------------------------------------------------------------------------------------- | ------------ | --------------- |
| Худжін Василь Микитович | Сільський голова, 1954 року народження, освіта, безпартійний                            | 26.03.2006   | 31.10.2010      |
| Худжін Василь Микитович | Сільський голова, 1964 року народження, освіта середня спеціальна, член Партії регіонів | 31.10.2010   |                 |

Примітка: таблиця складена за даними джерела